# سورن فجوردباك سندرغارد
سورن فجوردباك سندرغارد (بالدنماركية: Søren Søndergaard)‏ (مواليد 17 سبتمبر 1966) هو ملاكم دنماركي، مثّل بلاده في الألعاب الأولمبية الصيفية 1988.

## روابط خارجية
سورن فجوردباك سندرغارد على موقع بوكس ريك (الإنجليزية) (registration required)
- سورن فجوردباك سندرغارد على موقع أوليمبيديا (الإنجليزية)